# Cantone di Cajarc
Il Cantone di Cajarc era una divisione amministrativa dell'arrondissement di Figeac.
È stato soppresso a seguito della riforma complessiva dei cantoni del 2014, che è entrata in vigore con le elezioni dipartimentali del 2015.
Comprendeva i comuni di:
- Cadrieu
- Cajarc
- Carayac
- Frontenac
- Gréalou
- Larnagol
- Larroque-Toirac
- Marcilhac-sur-Célé
- Montbrun
- Puyjourdes
- Saint-Chels
- Saint-Jean-de-Laur
- Saint-Pierre-Toirac
- Saint-Sulpice